# Frans Noord-Afrika

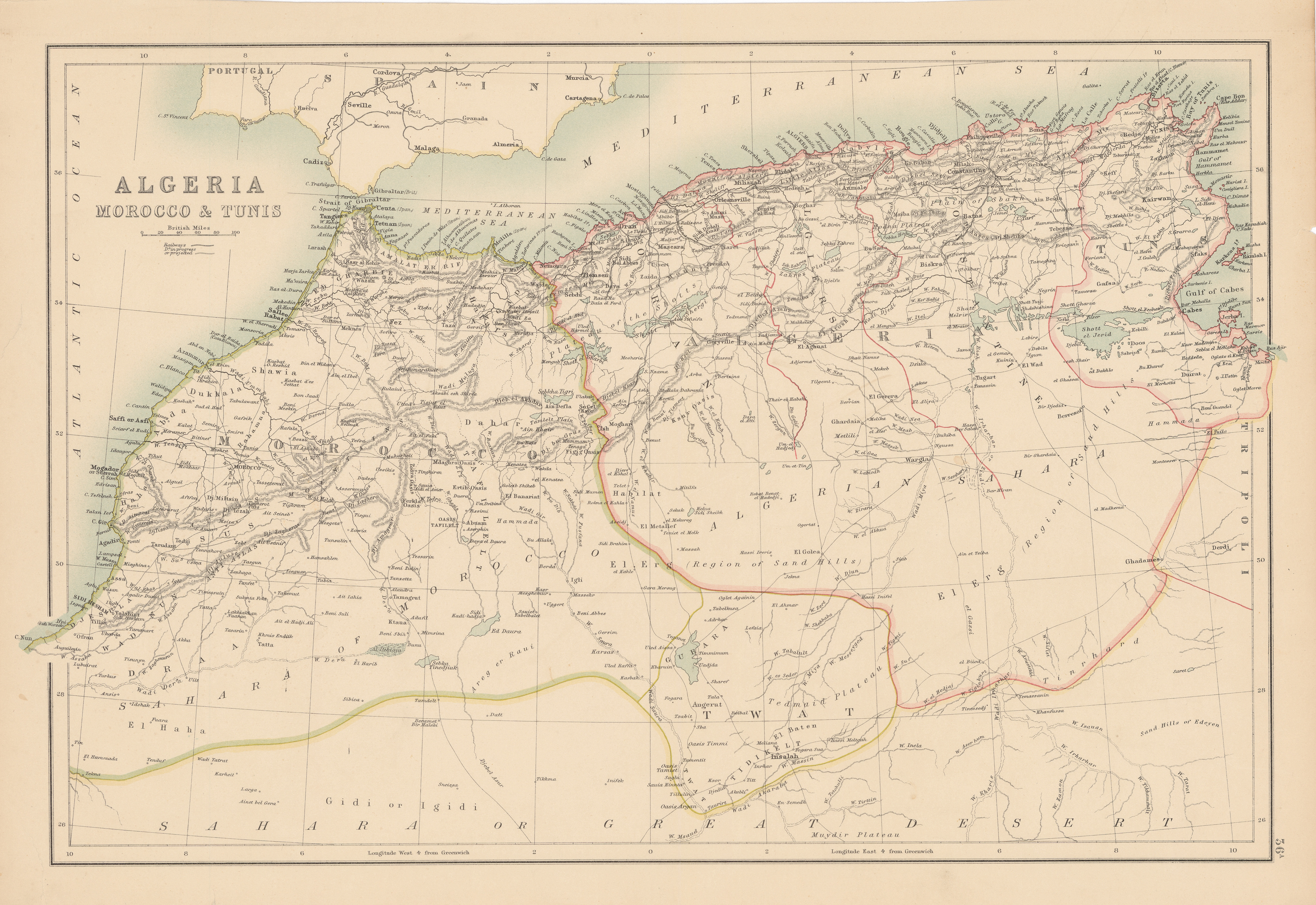
Algerije, Marokko en Tunesië in de 19e eeuw

Frans Noord-Afrika (Frans: Afrique française du Nord) was de gemeenschappelijke benaming voor Algerije, Tunensië en het Franse deel van Marokko, gebieden in Noord-Afrika die onder Frans bestuur stonden tijdens de 19e en de 20e eeuw. 
Die benaming was niet officieel en de drie gebieden werden los van elkaar bestuurd, zij het dat er tijdens de Tweede Wereldoorlog een tijd een gemeenschappelijk centraal gezag was in Algiers. 
Het door Frankrijk bestuurde gebied omvatte de huidige staten Algerije en Tunesië en het grootste deel van Marokko, waarbij het noorden en zuiden van het huidige Marokko in Spaanse handen was. Algerije werd veroverd tussen 1830 en 1847; in 1881 werd Tunesië bezet en in 1912 Marokko. Tijdens de Tweede Franse Republiek werd Algerije bestuurlijk onderdeel van het Franse moederland en beschouwd als onderdeel van France métropolitaine. Tunesië en Marokko waren protectoraten.

## Geschiedenis
Tijdens de Tweede Wereldoorlog werd Frans Noord-Afrika door Vichy-Frankrijk bestuurd. Toen de Amerikanen en Britten in november 1942 in Noord-Afrika landden, fungeerde daar een tijd met Amerikaanse steun een Frans bestuur dat los stond van zowel Pétain als de Gaulle. In mei 1943 was geheel Frans Noord-Afrika in geallieerde handen.
Na de Tweede Wereldoorlog werd het nooit volledig kalm in de Franse bezittingen in Noord-Afrika. Al op 8 mei 1945 braken er zeer bloedige onlusten uit in de Algerijnse steden Sétif en Guelma. De volgende jaren nam het onafhankelijkheidsstreven in Marokko en Tunesië toe, aangemoedigd door de gebeurtenissen in Indochina.
Nauwelijks enkele dagen na de akkoorden van Genève stond Mendès France autonomie toe aan Marokko en Tunesië. Beide landen werden in maart 1956 onafhankelijk.
Algerije was een andere kwestie, omdat het als een integraal deel van Frankrijk werd beschouwd en vanwege de aanwezigheid van meer dan een miljoen Europese kolonisten en genaturaliseerde Algerijnse joden, die het er voor het zeggen hadden en zich sterk tegen onafhankelijkheid verzetten. 
De Algerijnse bevrijdingsbeweging FLN begon op 1 november 1954 een opstand, wat het begin vormde van de Algerijnse onafhankelijkheidsoorlog. Door het massaal sturen van troepen wisten de Fransen met veel terreur en repressie de toestand onder controle te houden, zonder evenwel het FLN definitief te verslaan.
Deze uitzichtloze oorlog leidde tot de val van de Vierde Republiek, waarbij Charles de Gaulle opnieuw aan de macht kwam. De Gaulle probeerde aanvankelijk nog de oorlog te winnen, maar besefte al snel dat Algerije nooit Frans zou kunnen blijven. In 1960 sprak hij zich openlijk uit voor zelfbeschikkingsrecht voor Algerije en organiseerde hij hierover een referendum. Als gevolg daarvan probeerden enkele generaals in Algiers een staatsgreep te plegen en begon de OAS een ongeziene reeks moord- en terreuraanslagen.
Na lange onderhandelingen sloot de Franse regering in 1962 de verdragen van Evian met het FLN. Daardoor kwam een einde aan de oorlog en kon Algerije nog hetzelfde jaar onafhankelijk worden. De Europese kolonisten vertrokken bijna allemaal naar het moederland.